# Parque Alim Pedro
O Parque Alim Pedro é um parque brasileiro que se situa na zona norte da cidade brasileira de Porto Alegre. Está localizado no bairro Passo D'Areia, dentro do núcleo de construções conhecido como Vila do IAPI, mais precisamente na Avenida dos Industriários. Próximo ao parque, separado pela rua Tupanciretã, está o Largo Elis Regina.
Com uma área de 45 mil m², o Parque contém um campo de futebol, chamado "Estádio Alim Pedro"; uma pista para caminhadas de 400 metros; duas quadras poliesportivas; duas canchas de bocha; bebedouros e vestiários, além de uma vasta área arborizada. 
Sua construção iniciou na década de 1940 coordenada pelo engenheiro Edmundo Gardolinski, responsável pela construção da Vila do IAPI, e foi inaugurado no dia 27 de fevereiro de 1950 pelo presidente Eurico Gaspar Dutra, sendo que o primeiro jogo de futebol oficial no local ocorreu em 07 de maio do mesmo ano. 
O Parque Alim Pedro é palco de vários eventos, como o Criançando, que ocorre no Dia das Crianças, e a Copa Paquetá. Na véspera do carnaval, a União da Vila do IAPI costuma realizar ensaios no parque. Além disso, a própria comunidade costuma organizar a tradicional Fogueira do IAPI, uma festa julina com fogueira, bancas e shows.
No ano de 2013 o parque recebeu uma obra de revitalização como medida compensatória do Licenciamento Ambiental da OAS pela ocupação de área no bairro Humaitá para a construção da Arena do Grêmio. A reabertura oficial do parque ocorreu em solenidade no dia 20 de setembro de 2014. A revitalização consistiu em recomposição e telamento do campo de futebol, recuperação da pista de atletismo no contorno do campo, recuperação das quadras poliesportivas e do calçamento dos passeios. Além disso, o parque também recebeu a Trilha Prof. Ermínio Decó, em homenagem ao reconhecido educador lassalista da região, conhecido como Irmão Benjamin.  